# Liste des plus grandes aires protégées

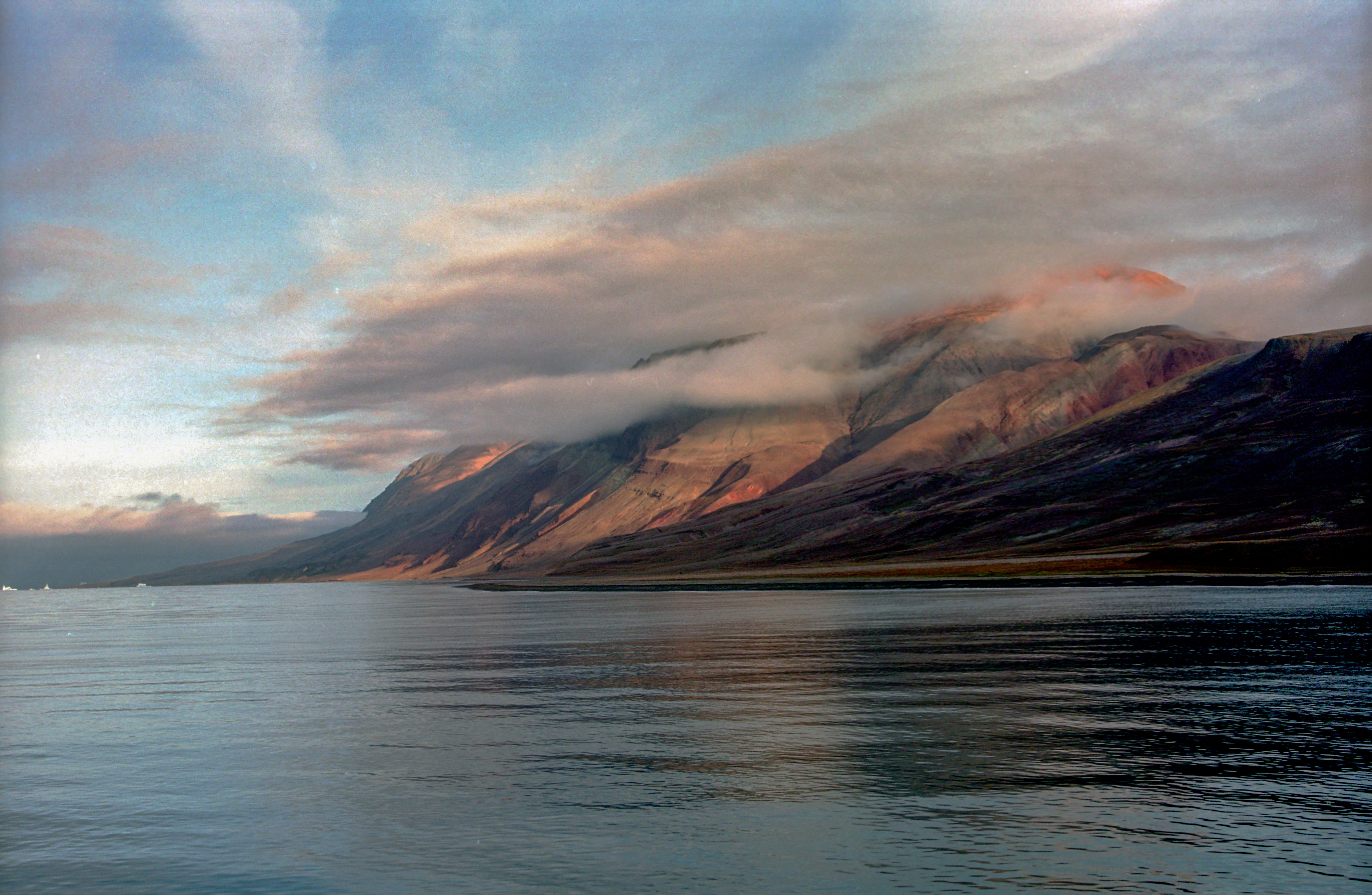
Vue de la côte du parc national du Nord-Est du Groenland, la plus grande aire protégée essentiellement terrestre du monde.

Cet article recense les plus grandes aires protégées du monde.

## Statistiques
La liste suivante recense les aires protégées dépassant 250 000 km2. Quasiment toutes sont des aires marines protégées, qui s'étendent essentiellement sur des zones océaniques et éventuellement quelques archipels, à l'exception du parc national du Nord-Est du Groenland, principalement terrestre mais possédant une composante marine, et trois réserves de biosphères entièrement terrestres au Brésil.
Toutes ces aires protégées ne sont pas uniformes : le niveau de protection de chaque aire, ainsi que des ressources qu'elle contient, varie. Par ailleurs, elles ne sont pas forcément d'un seul tenant : la réserve naturelle nationale des Terres australes françaises, par exemple, est constituée de trois zones distinctes séparées de plusieurs centaines de kilomètres.

## Liste
| #  | Nom                                                                             | Pays             | Lieu                                                  | Superficie (km²)         | Création | Notes |
| -- | ------------------------------------------------------------------------------- | ---------------- | ----------------------------------------------------- | ------------------------ | -------- | --- |
| 1  | Marae Moana                                                                     | Îles Cook        | Îles Cook                                             | 1 976 000                | 2017     | Recouvre l'intégralité de la zone économique exclusive des îles Cook, État en libre association avec la Nouvelle-Zélande. |
| 2  | Réserve naturelle nationale des Terres australes françaises                     | France           | Terres australes et antarctiques françaises           | 1 662 000,               | 2016     | La réserve recouvre l'intégralité des espaces terrestres et maritimes des îles Crozet, Kerguelen, Saint-Paul et Amsterdam. Initialement limitée à 672 969 km2, la réserve est étendue en 2022. La partie protégée en 2016 est également inscrite au patrimoine mondial. |
| 3  | Aire maritime protégée de la région de la mer de Ross                           | Antarctique      | Mer de Ross                                           | 1 550 000                | 2016     | Zone protégée de la mer de Ross mise en place par la commission sur la conservation de la faune et la flore marines de l'Antarctique par traité entre 24 pays et l'Union européenne.                                                                                    |
| 4  | Monument national marin de Papahānaumokuākea                                    | États-Unis       | Hawaï et îles Midway                                  | 1 508 846                | 2006     | Créé en 2006 sur 360 000 km2 le long des îles hawaïennes du Nord-Ouest, étendu en 2016 à la totalité de leur zone économique exclusive. Inscrit au patrimoine mondial en 2010.                                                                                          |
| 5  | Parc naturel de la mer de Corail                                                | France           | Nouvelle-Calédonie                                    | 1 292 967                | 2014     | Le parc s'étend sur la totalité de la zone économique exclusive de la Nouvelle-Calédonie, mais pas sur les îles principales ni les eaux qui leur sont proches. |
| 6  | Pacific Remote Islands Marine National Monument                                 | États-Unis       | Océan Pacifique central                               | 1 270 480                | 2009     | Îles et atolls Baker, Howland, Jarvis, Johnston, Kingman, Palmyra et Wake, ainsi que les eaux qui les entourent. L'aire est créée en 2009 sur 210 000 km2, puis étendue en 2014.                                                                                        |
| 7  | Aire marine protégée de Géorgie du Sud                                          | Royaume-Uni      | Géorgie du Sud-et-les îles Sandwich du Sud            | 1 240 000                | 2012     | S'étend sur les eaux entourant le territoire d'outre-mer britannique de Géorgie du Sud-et-les îles Sandwich du Sud. |
| 8  | Parc marin de la mer de Corail (en)                                             | Australie        | Mer de Corail                                         | 989 836                  | 2018     | Jouxte le parc naturel de la mer de Corail et le parc marin de la Grande Barrière. |
| 9  | Parc national du Nord-Est du Groenland                                          | Groenland        | Nord-est du Groenland                                 | 972 000                  | 1974     | Plus grande aire protégée terrestre du monde, le parc national recouvre près de la moitié du Groenland. Il atteint sa taille actuelle en 1988. |
| 10 | Steller Sea Lion Protection Areas                                               | États-Unis       | Alaska                                                | 869 206[réf. nécessaire] | 2002     | |
| 11 | Réserve marine des îles Pitcairn                                                | Royaume-Uni      | Îles Pitcairn                                         | 841 909                  | 2016     | Couvre la totalité de la zone économique exclusive de l'archipel. |
| 12 | Aire marine protégée du territoire britannique de l'océan Indien (en)           | Royaume-Uni      | Territoire britannique de l'océan Indien              | 640 000                  | 2010     | Déclarée illégale en 2015 par la Cour permanente d'arbitrage ; Maurice revendique depuis son indépendance l'archipel des Chagos autour duquel l'aire protégée a été créée.                                                                                              |
| 13 | Aire marine et côtière protégée de Rapa Nui                                     | Chili            | Île de Pâques                                         | 579 368                  | 2018     | |
| 14 | Palau National Marine Sanctuary                                                 | Palaos           | Palaos                                                | 502 538                  | 2015     | |
| 15 | Aire benthique protégée des Kermadec[réf. nécessaire]                           | Nouvelle-Zélande | Îles Kermadec                                         | 469 276                  | 2007     | |
| 16 | Aire marine protégée de l'île de l'Ascension                                    | Royaume-Uni      | Île de l'Ascension                                    | 445 000                  | 2019     | Correspond à la zone économique exclusive entourant l'île de l'Ascension |
| 17 | Pacífico Mexicano Profundo                                                      | Mexique          | Océan Pacifique oriental                              | 436 141                  | 2016     | Réserve de biosphère, étendue en 2018. |
| 18 | Aire protégée des îles Phœnix                                                   | Kiribati         | Îles Phœnix                                           | 408 250                  | 2006     | |
| 19 | Aire de protection environnementale de l'archipel de Trindade et Martin Vaz     | Brésil           | Trindade et Martin Vaz                                | 403 848                  | 2018     | |
| 20 | Aire de protection environnementale de l'archipel de Saint-Pierre et Saint-Paul | Brésil           | Saint-Pierre et Saint-Paul                            | 384 565                  | 2018     | |
| 21 | Parc marin de la Grande Barrière                                                | Australie        | Grande Barrière de corail                             | 348 700                  | 1981     | |
| 22 | Offshore Trap/Pot Waters Area                                                   | États-Unis       | Océan Atlantique occidental                           | 336 101[réf. nécessaire] | 1997     | |
| 23 | Zone de protection marine de Tuvaijuittuq                                       | Canada           | Île d'Ellesmere                                       | 319 411                  | 2019     | |
| 24 | Parc marin Nazca-Desventuradas                                                  | Chili            | Îles Desventuradas                                    | 300 035                  | 2016     | |
| 25 | Réserve de biosphère du Cerrado (pt)                                            | Brésil           | Goiás, Maranhão, Piauí, Tocantins et district fédéral | 296 525                  | 1994     | Aire protégée terrestre. |
| 26 | Réserve de biosphère de la forêt Atlantique (pt)                                | Brésil           | Forêt atlantique (15 États)                           | 294 734                  | 1993     | Aire protégée terrestre. |
| 27 | Réserve de biosphère du Pantanal                                                | Brésil           | Goiás, Mato Grosso et Mato Grosso do Sul              | 251 569                  | 2000     | Aire protégée terrestre. |